# IC 4458
IC 4458 — галактика типу *3 (потрійна зірка) у сузір'ї Центавр.
Цей об'єкт міститься в оригінальній редакції індексного каталогу.